# Отто Марсеус ван Скрик
Отто Марсеус ван Скрик (нід. Otto Marseus van Schrieck; 1619, Неймеген — 1678, Амстердам) — голландський художник XVII століття.

## Життєпис

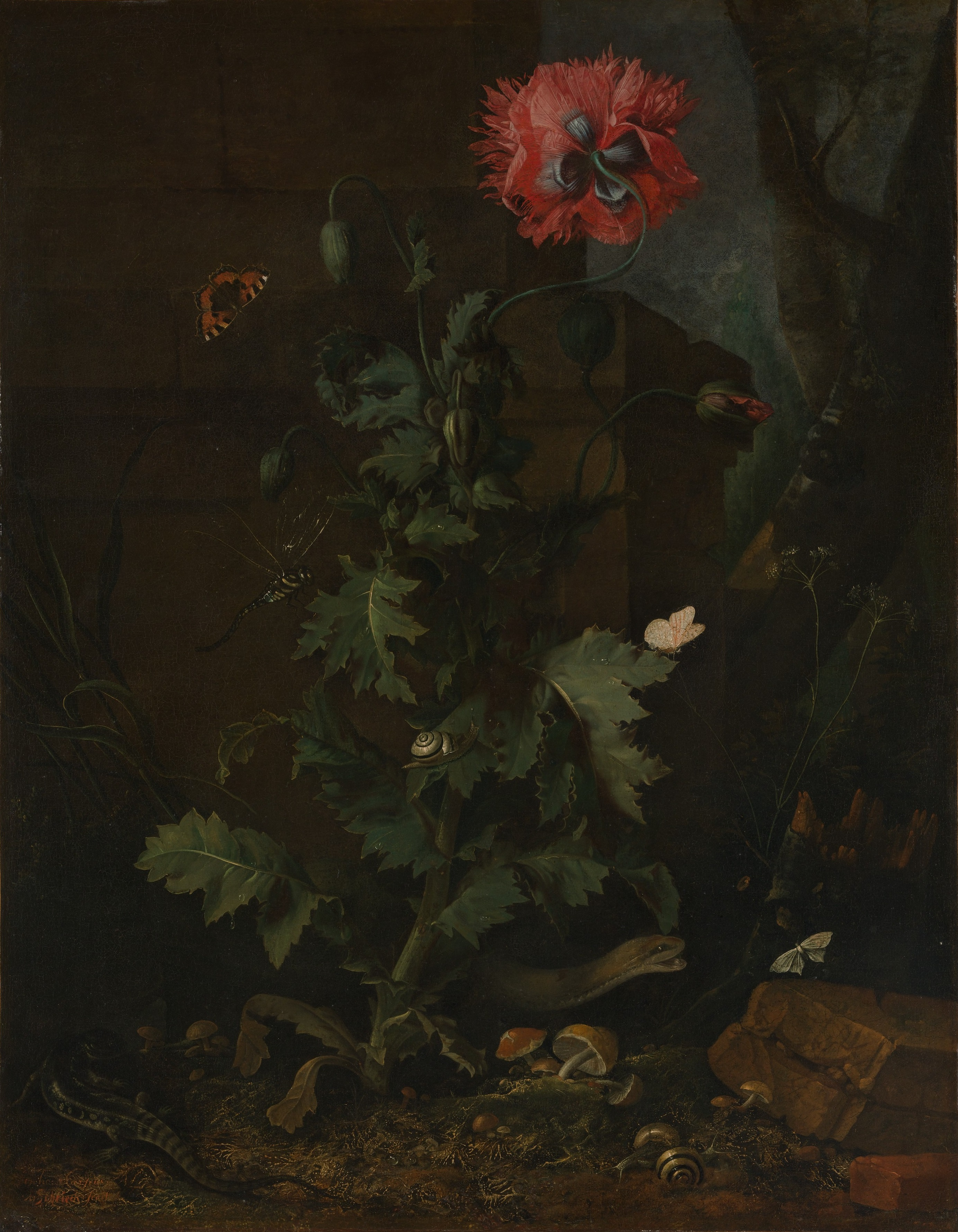
«Червоний мак в куточку парку» Музей мистецтва Метрополітен, Нью-Йорк.

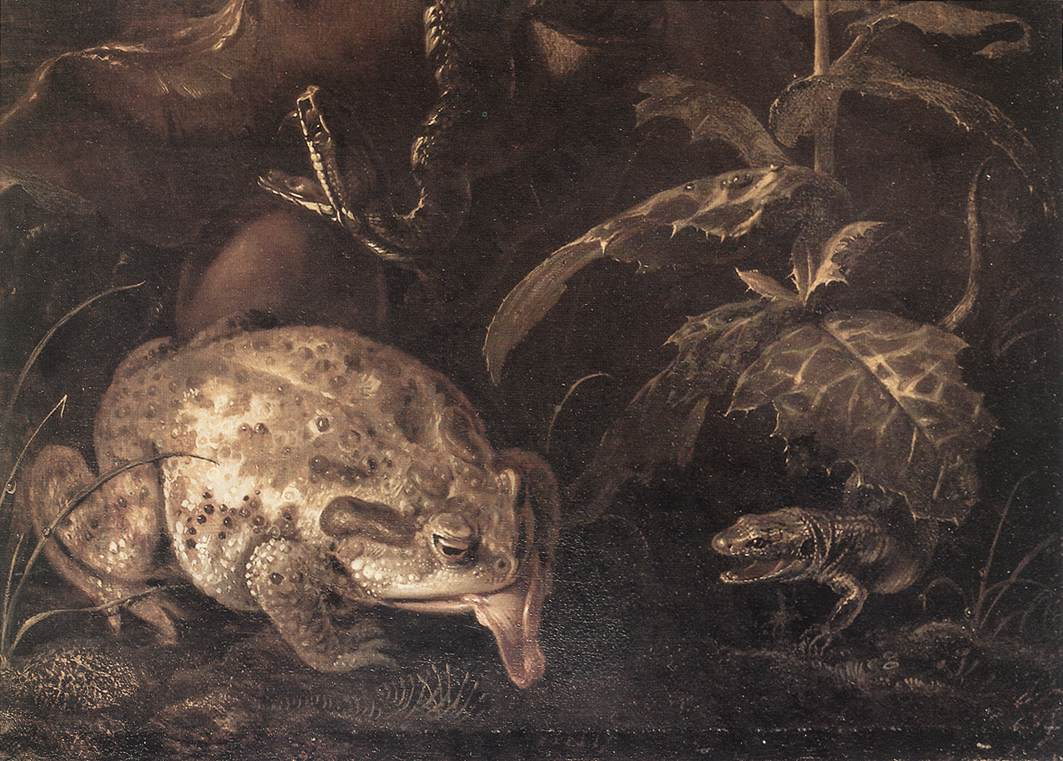
«Плазуни і комахи», Брауншвайг, Німеччина.

Практично нічого не відомо про походження Отто Марсеус ван Скрика та його першого вчителя. Народився в місті Нарден. До останнього часу не був відомим і рік народження майбутнього художника, який умовно розміщали між 1614 та 1620 роками. Мало що знав і історіограф Арнольд Хоубракен, що збирав факти біографій до власної книги про нідерландських майстрів.
В молоді роки деякий час працював у Франції при дворі королеви Анни Австрійської, дружини короля Людовика XIII. 1648 року відбув у Італію разом з художниками Хендріком Грав та Матісом Вітхосом. Отже, до цього періоду мав якусь художню освіту і технічні навички. У 1652 році зафіксовано перебування художника в місті Рим, де він також входив до товариства «Перелітні птахи», де гуртувались нідерландські митці-протестанти в католицькому оточенні. Віднайдений підпис Отто Марсеуса на одній з картин цього періоду з датою 1655 рік. 1657 року художник перебрався з Риму у Флоренцію, де працював по замовам Леопольдо Медичі. У Флоренції зустрівся зі співвітчизником-художником, майстром натюрмортів. Віллем ван Алст став близьким приятелем, з яким він і повернувся на батьківщину 1663 року. Оселились в місті Амстердам.1664 року Отто Марсеус узяв шлюб з Маргарет Гийселс, якій було тоді 20 років. Є відомості, що в часи перебування герцога Тосканського Козимо III де Медичі в Голландії — останній придбав у митця три картини.
1672 року Отто Марсеус ван Скрик був викликаний у місто Гаага для проведення експертизи. Була скликана комісія у складі Отто Марсеуса, Яна Вермера з Дельфту, Мельхіора де Хондекутера і Яна Лівенса Старшого, аби мати експертні висновки щодо тринадцяти картин італійських майстрів, проданих  Фрідріху-Вільгельму курфюрсту Бранденбурзькому, коли виникла підозра, що картини — копії.
У Отто Марсеуса почалися фінансові негаразди, що спонукало художника створити заповіт на його дружину і продати у 1674 році ферму, де він утримував екзотичних тварин і плазунів. 1677 року він продав і ділянку землі, що належала родині в Амстердамі.
Отто Марсеус ван Скрик помер 1678 року, поховання відбулося в каплиці Nieuwe Zijde в Амстердамі 22 червня 1678 року.
Мав рідного брата. Еверт Марсеус ван Скрик (бл. 1614–1681) був художником-пейзажистом.

## Художня манера Отто Марсеуса

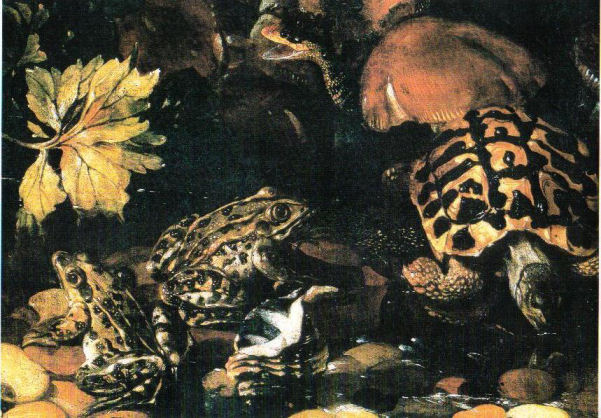
Паоло Порпора. «Жабки і черепахи», Каподімонте, Неаполь.

Отто Марсеус виробив ретельну і досить індивідуальну художню манеру з реалістичним відтворенням диких рослин і тварин. Вже в роки перебування в Італії він відрізнявся від решти майстрів натюрмортів власним поглядом на жанр. Бо робив картини, які лише формально відносились до натюрмортів. Куточки парків з фруктами, квітами, рослинами і парковими спорудами малював і художник Матіс Вітхос. Зазвичай Отто Марсеус брався за зображення куточків гаю, лісу чи парку, темних і таємничих, де особливим життям живуть дикі тварини в оточенні диких рослин. Щось подібне робив хіба що італійський художник Паоло Порпора, що теж працював в Римі.
Значну зацікавленість митця викликали комахи, ящірки і особливо, жаби та змії. Він збирав їх і залюбки замальовував, саме вони — головні герої його лісових куточків. Щось подібне на тераріум було створене і на фермі Waterryck, що належала художнику.

## Галерея

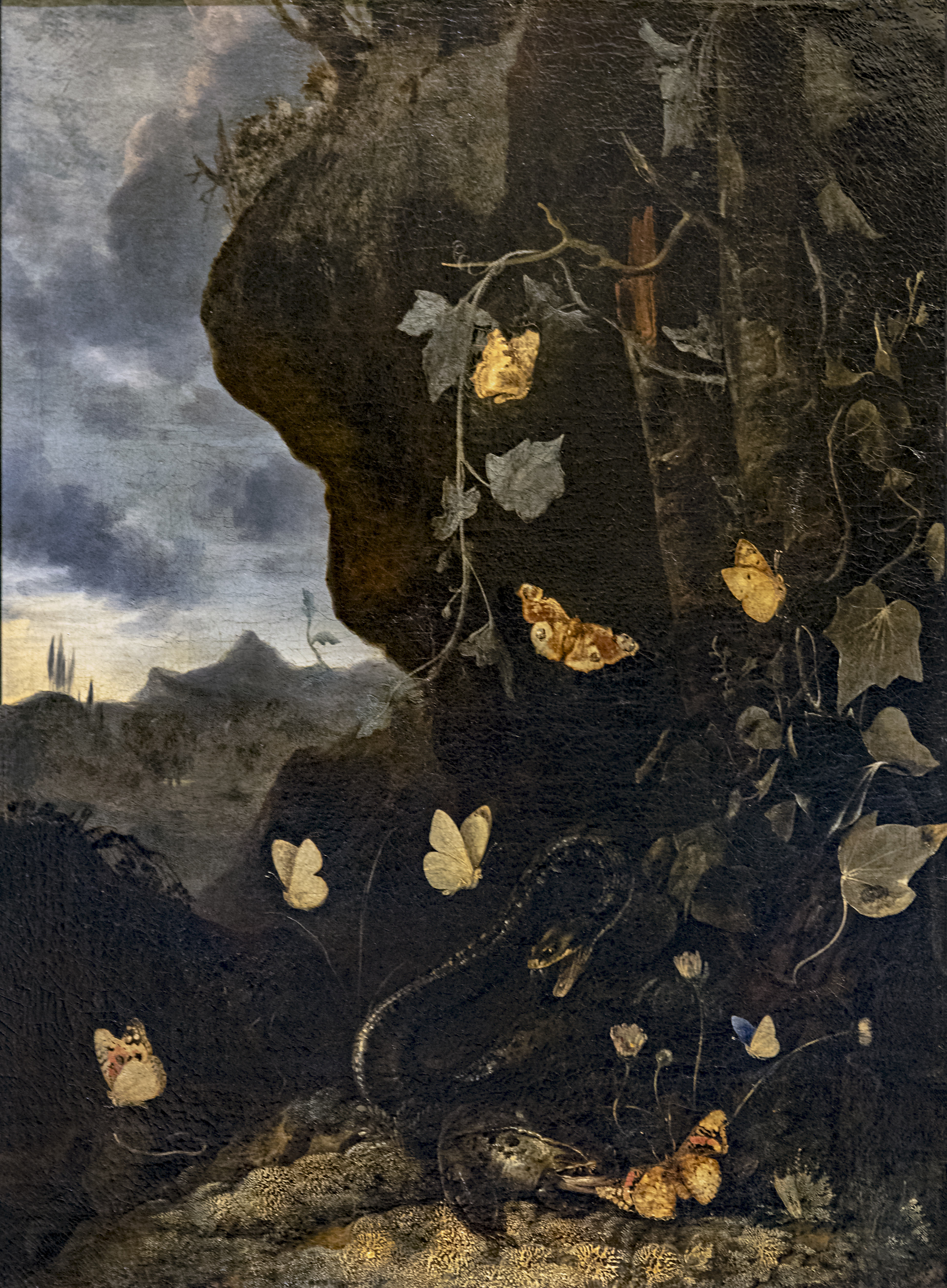
Змії, жаби та метелики

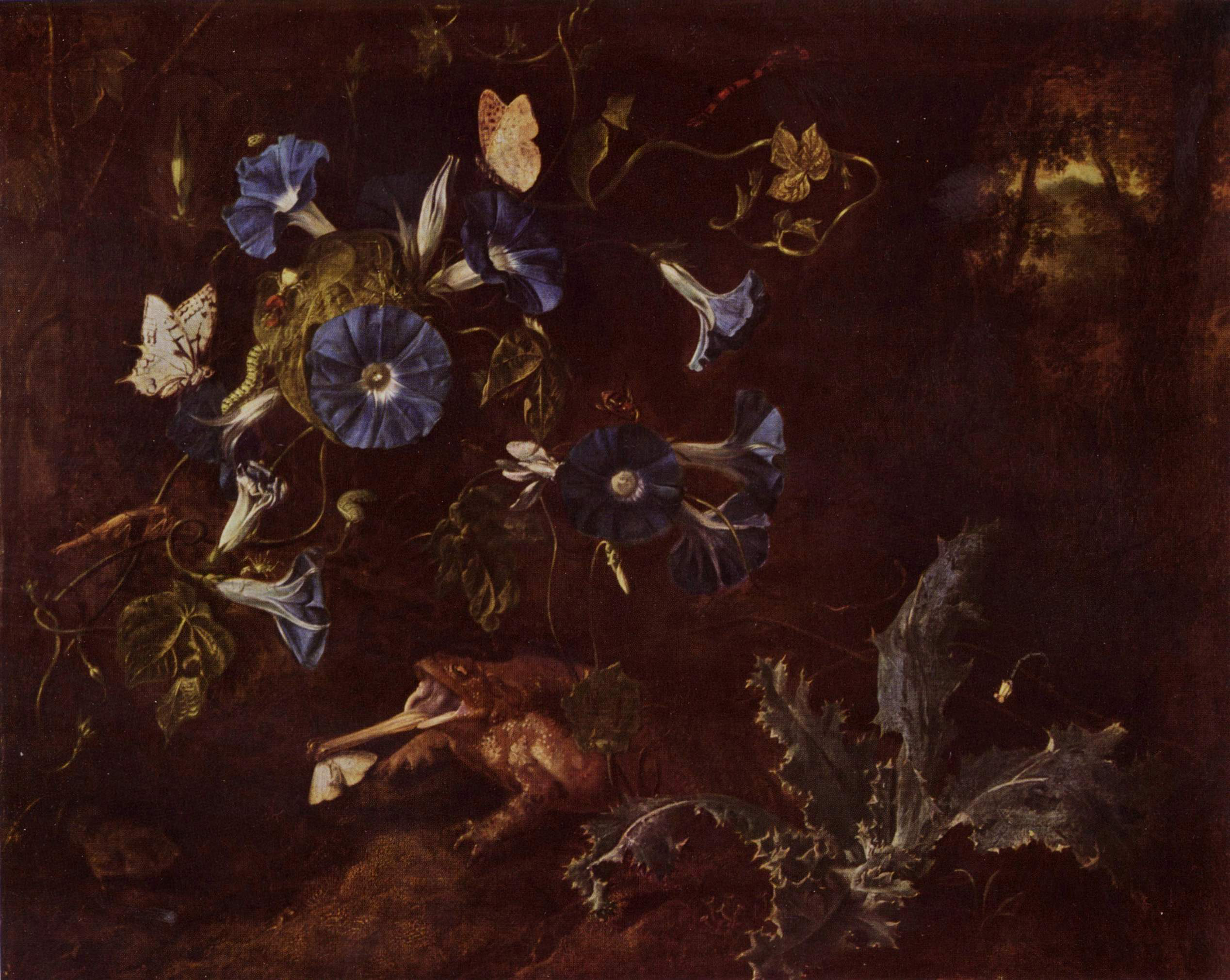
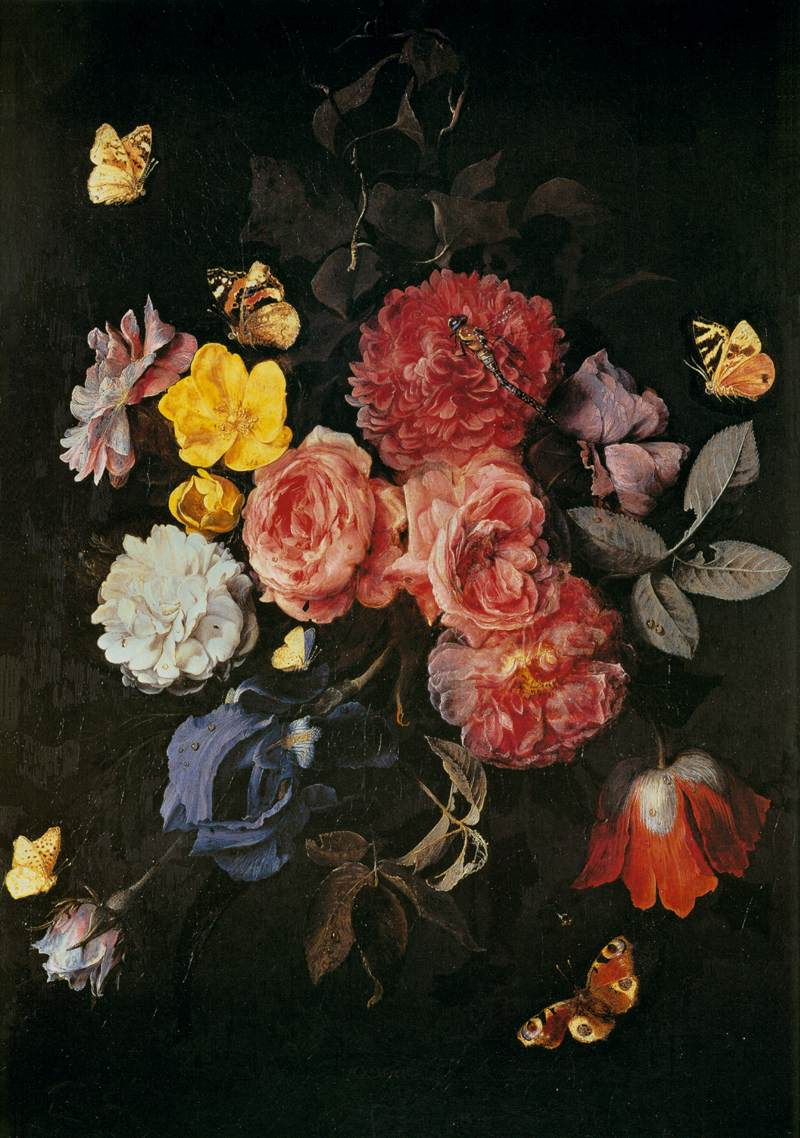
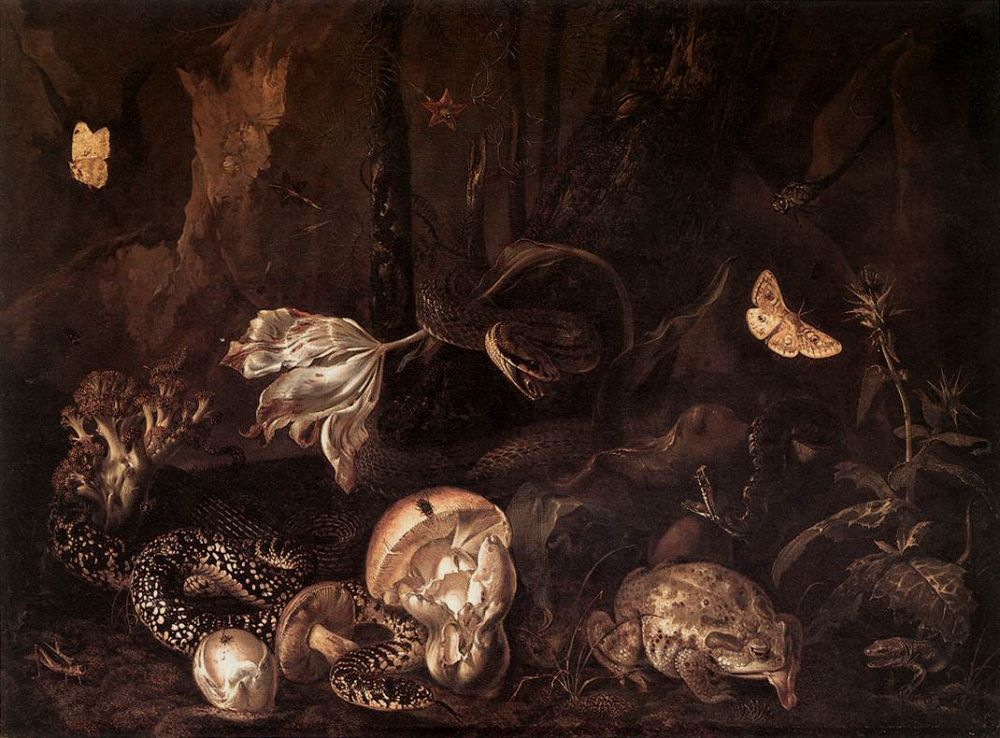
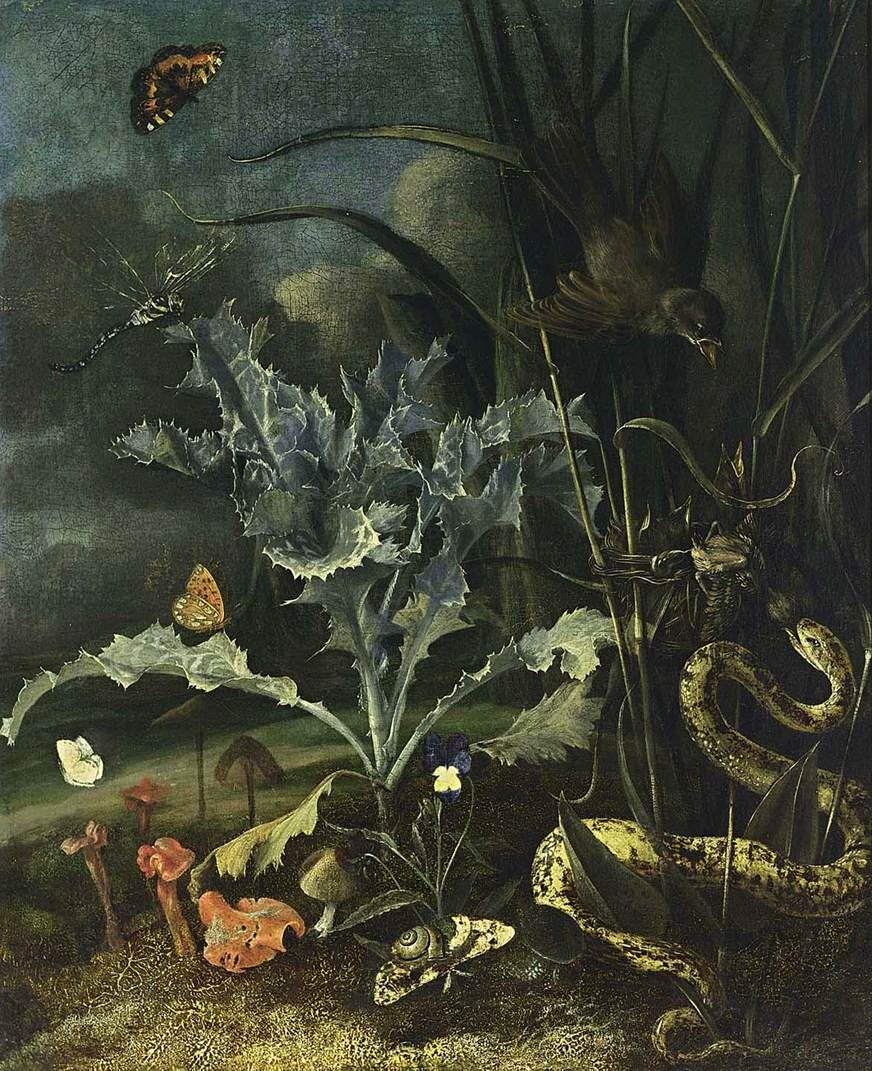

## Вибрані твори
- «Лісова галявина зі змією, ящірками та комахами», Державний музей (Амстердам)
- «Квіти в скляній вазі», 1658, Берлін, приватн. збірка
- «Натюрморт з маками, будяком, метеликами, змією та ящиркою», бл. 1670, Берлін, Грюневальд, Мисливський будиночок
- «Натюрморт з кромашки-ромашкиомахами, грибами і плазунами», 1662, Брауншвайг, Музей герцога Антона Ульриха
- «Натюрморт з квітами іпомеї, комахами та ящірками» , 1673, Кембридж, Музей Фіцвільям
- «Натюрморт з рослинами, равликом, метеликами і плазунами» , 1667, Геттінген, Університетський музей
- « Кущі з с метеликами і зміями», 1670, Лувр, Париж
- «Натюрморт з комахами і жабкою», 1660, Шверин, Державний музей
- «Натюрморт с вужом свіжими ягодами з лісу, ящерками та метеликами» , 1669, Шверин, Державний музей
- «Натюрморт со змеями, ящерицами и насекомыми», Шверин, Державний музей
- «Плазуни в кам'яному гроті», Шверин, Державний музей
- «Натюрморт з будяком і комахами», Шверин, Державний музей
- «Натюрморт з метеликами і комахами», Шверин, Державний музей
- «Квіти, метелики і змії», Ермітаж, Санкт-Петербург
- « Будяк, ящірка та змія», Саратов, Художній музей імені О. Радищева
- «Троянди, півники і метелики», Палаццо Пітті, Флоренція
- «Червоний мак, гриби, змія і ящірка», Бостонський музей образотворчих мистецтв